# Опиум и мастер кунг-фу
«Опиум и мастер кунг-фу» (кит. 洪拳大師, англ. Opium and the Kung-Fu Master, букв. Мастер Хунгар) — гонконгский фильм режиссёра Тан Цзя, вышедший в 1984 году.

## Сюжет
Учитель Те Цяосань, лидер Десяти Тигров из Кантона — главный тренер народного ополчения Китая. В то время действовал запрет на производство опиума, но публичная продажа опиума была широко распространена. Многие чиновники принимали этот наркотик — по этому пути пошёл и Те. По мере приёма опиума, Те физически слабел. Видя, что Те не такой сильный, как прежде, владелец магазина опиума, Жун Фэн, вызвал тренера на публичную дуэль. Те изо всех сил дрался с противником и был в серьёзной опасности до тех пор, пока его ученик, Лу Гуасы, не вступился, прежде чем умереть от полученных травм. Видя смерть своего ученика, Те поклялся отомстить.

## В ролях
| Актёр          | Роль                    |
| -------------- | ----------------------- |
| Ти Лун         | учитель Те Цяосань      |
| Роберт Мак     | Лу Гуасы                |
| Лиэнн Лю       | Сяо Цуй                 |
| Чэнь Гуаньтай  | учитель Жун Фэн         |
| Филлип Коу     | Золотой Кот             |
| Ку Куньчун     | учитель Мо Тянь         |
| Тан Цзя        | учитель И Чэн           |
| Чань Куоккхюнь | Здоровяк                |
| Ю Тхаувань     | Ша Ань                  |
| Лэй Хойсан     | Чжэн Хун                |
| Хо Вайхань     | толстая девочка         |
| Чжань Сэнь     | г-н Лу                  |
| Ян Чжицин      | житель посёлка          |
| Куань Фун      | Хо Цилинь               |
| Вон Пхуйкэй    | человек Чжэн Хуна       |
| Сам Лоу        | житель посёлка          |
| Чин Мяо        | житель посёлка          |
| Чхёй Камкон    | мошенник, нанятый Котом |
| Вон Чхинхо     | житель посёлка          |

## Съёмочная группа
- Компания: Shaw Brothers
- Продюсер: Шао Ифу, Мона Фон[кит.] (исп.)
- Режиссёр: Тан Цзя[кит.]
- Сценарист: Вон Ин[кит.]
- Ассистент режиссёра: Хун Хак
- Постановка боевых сцен: Тан Цзя, Юнь Ва[кит.], Юнь Пань, Лэй Хойсан[кит.], Вон Пхуйкэй, Цзян Цюань
- Художник: Чань Кинсам, Дан Куонъинь
- Монтажёр: Сиу Фун, Ма Чунъиу, Чиу Чёкмань
- Грим: Лау Кайсин
- Дизайнер по костюмам: Лю Цзию
- Композитор: Стивен Син, Соу Чаньхау
- Оператор: Чхоу Вайкхэй